# Sebastian Seidl
Sebastian Seidl (Nürtingen, 12 de julio de 1990) es un deportista alemán que compite en judo.
Participó en dos Juegos Olímpicos de Verano, en los años 2016 y 2020, obteniendo una medalla de bronce en Tokio 2020, en la prueba de equipo mixto. En los Juegos Europeos de Bakú 2015 consiguió una medalla de bronce en la categoría de –66 kg.
Ganó una medalla de bronce en el Campeonato Europeo de Judo de 2015.

## Palmarés internacional
| Juegos Olímpicos   | Juegos Olímpicos  | Juegos Olímpicos  | Juegos Olímpicos |
| Año                | Lugar             | Medalla           | Categoría        |
| ------------------ | ----------------- | ----------------- | ---------------- |
| 2020               | Tokio (Japón)     | Medalla de bronce | Equipo mixto     |
| Juegos Europeos    |                   |                   |                  |
| Año                | Lugar             | Medalla           | Categoría        |
| 2015               | Bakú (Azerbaiyán) | Medalla de bronce | –66 kg           |
| Campeonato Europeo |                   |                   |                  |
| Año                | Lugar             | Medalla           | Categoría        |
| 2015               | Bakú (Azerbaiyán) | Medalla de bronce | –66 kg           |